# Воронянський Юхим Іванович
Вороня́нський Юхи́м Іва́нович (*7 березня 1903 с. Диканька, Полтавський повіт, Полтавська губернія, Російська імперія — 5 січня 1938 Харків, УРСР) — педагог і організатор педагогічної справи.

## Біографія
Народився Юхим Воронянський у Диканьці, в батрацькій родині. У сім'ї було семеро дітей — п'ятеро хлопців і двое дівчат, Юхим був найстаршим.
Сім'я жила на Воронянському кутку — козацькій частині Диканьки. Дід Юхима — Петро Степанович, мав золоті руки, все життя будував вітряки на Полтавщині, Чернігівщині й Сумщині. Батько його,— Іван Петрович,— теж був неабияким майстром, в юнацькі роки столярував у Кочубеївській економії. Коштом Кочубея В. С. був посланий до губернського ремісничого училища. По закінченні його повернувся до панського маєтку, де трудився столяром до 1917 року. Грав на бандурі і скрипці, керував церковним хором, мав чудовий голос. А після революції, коли радянська влада виселила попа з села, віруючі вмовили Івана Петровича відправляти службу в Миколаївській церкві.
У дитинстві Юхим разом з братами чабанував. Рано навчився грати на кобзі та скрипці.
З семи років учився в земській чотирирічній школі. По її закінченні два роки був учнем — підручним у батька, що працював столяром і різьбярем у кочубеївських меблевих майстернях. За гарно різьблені полички для книг панської бібліотеки Юхимові дозволили користуватись книгами. Мріяв стати вчителем і вступив до Полтавського вищого початкового училища.
Повернувшись до Диканьки, влаштовується вчителем у семирічку, де працював десять років. Викладав географію, історію, малювання, вів музичний гурток. Одночасно навчався в Полтавському інституті народної освіти.
Як комсомолець-активіст Воронянський разом з товаришами створює лікбез, а при клубі — драматичний гурток, на спектаклі якого завжди приходило багато люду.

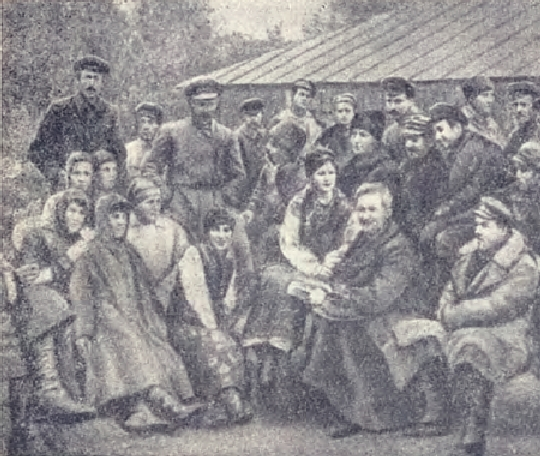
Ріс Вільямс Альберт серед диканчан, 1924

У ті роки життя в Диканьці справді вирувало. Певний час тут жили і працювали Андрій Головко, Пилип Капельгородський, відомий американський публіцист Альберт Ріс Вільямс. Учні школи під керівництвом Ю. Воронянського змайстрували радіоприймач, встановили гучномовець на ринковому майдані і люди мали можливість слухати Москву. В нарисі про Диканьку, вміщеному у виданні «Історія міст і сіл Української РСР» на двох знімках бачимо і постать Юхима Воронянського (с. 294, 296), однак ні в тексті, ні під знімками жодного разу не згадується його ім'я.
З 1930 року Ю. Воронянський викладає історію, економічну географію у Полтавській фельдшерсько — акушерській школі та землевпорядному технікуму. Швидко набуває авторитету педагога й організатора. Наступного року його приймають до КП(б)У. цього ж року одружується на дівчині, що теж з Диканьки. 1932 року у них народилась дочка Оля.
Згодом Воронянського призначають завідувачем навчальної частини фельдшерсько-акушерської школи, а 1933 року — директором. Навчальний корпус, зведений ще в другій половині XIX століття, став тіснуватим і Ю. Воронянський за два роки господарським способом збудував двоповерхове приміщення, де розмістились лабораторні кабінети та спортзал. А для учнів школи було споруджено гуртожиток на розі вулиць Комсомольської і Короленка.
Голодного 1933 року директор школи робив усе, щоб полегшити становище своїх вихованців. 1934 року Полтавська фельдшерсько — акушерська школа завоювала друге місце у всесоюзному змаганні вищих і середніх навчальних закладів. Працюючи директором, жодного разу не брав відпустки, весь час займався будівництвом, забезпеченням школи всім необхідним. Мав добру славу Юхим Іванович у наркоматі охорони здоров'я УРСР, зокрема у наркома Соломона Канторовича.
23 вересня 1937 року на партійних зборах школи, зорганізованих секретарем парторганізації Чайкіною та нструктором міськкому партії Клініко як відвертий і відкритий донос, Ю. Воронянський був виключений з КП(б)У. 5 жовтня 1937 року Полтавський міськком партії затвердив рішення партзборів. Вночі 21 жовтня Ю. Воронянського заарештували. 27 листопада заарештували його дружину Любов Миколаївну.
Після катувань, щоб примусити підписати «зізнання» у «злочинах», 4 січня 1938 року Військова Колегія Верховного Суду СРСР на закритому засіданні у Харкові засудила Воронянського Юхима Івановича за ст. ст. 54-8, 54-11 КК УРСР до розстрілу з конфіскацією майна. Наступного дня вирок було виконано.
Майже через тридцять років, в період «хрущовської відлиги» судову справу Воронянського переглянуто і за відсутністю складу злочину 28 вересня 1957 року його було реабілітовано Верховним Судом СРСР. А через п'ятдесят один рік, 16 березня 1989 року, бюро Полтавського обкому партії відновило його (посмертно) у партії.
Любов Миколаївну, як дружину «ворога народу» засуджено до восьми років трудових таборів. Трудилася в таборі медсестрою і санітаркою, допомагала в біді таким же знедоленим табірникам.

По закінченні табірного строку, Любов Миколаївна вийшла заміж за табірного наглядача. Через деякий час, отримавши дозвіл НКВС, повернулася зі своїм чоловіком на полтавську землю, до Диканьки. До виходу на пенсію працювала у районній лікарні.

Коли у середині 1990-х років до неї звернулися працівники Диканського історико-краєзнавчий музею, вона відмовилась розповідати про своє перебування у таборах ГУЛАГу, посилаючись на те, що «давала підписку, від якої її ніхто не звільняв».

Через кілька днів Любов Миколаївна померла.